# Kanton Lot et Montbazinois
Der Kanton Lot et Montbazinois ist ein französischer Wahlkreis im Département Aveyron in der Region Okzitanien. Er umfasst 16 Gemeinden im Arrondissement Villefranche-de-Rouergue. Durch die landesweite Neuordnung der französischen Kantone wurde er 2015 neu geschaffen.

## Gemeinden
Der Kanton besteht aus 16 Gemeinden mit insgesamt 11.909 Einwohnern (Stand: 1. Januar 2022) auf einer Gesamtfläche von 239,15 km²:
| Gemeinde                   | Einwohner 1. Januar 2022 | Fläche km² | Dichte Einw./km² | Code INSEE | Postleitzahl |
| -------------------------- | ------------------------ | ---------- | ---------------- | ---------- | ------------ |
| Asprières                  | 770                      | 17,09      | 45               | 12012      | 12700        |
| Balaguier-d’Olt            | 175                      | 10,84      | 16               | 12018      | 12260        |
| Bouillac                   | 368                      | 8,20       | 45               | 12030      | 12300        |
| Capdenac-Gare              | 4.394                    | 20,21      | 217              | 12052      | 12700        |
| Causse-et-Diège            | 783                      | 29,85      | 26               | 12257      | 12700        |
| Foissac                    | 470                      | 9,68       | 49               | 12104      | 12260        |
| Galgan                     | 367                      | 20,37      | 18               | 12108      | 12220        |
| Les Albres                 | 344                      | 15,22      | 23               | 12003      | 12220        |
| Lugan                      | 359                      | 12,61      | 28               | 12134      | 12220        |
| Montbazens                 | 1.444                    | 17,48      | 83               | 12148      | 12220        |
| Naussac                    | 414                      | 14,70      | 28               | 12170      | 12700        |
| Peyrusse-le-Roc            | 202                      | 13,81      | 15               | 12181      | 12220        |
| Roussennac                 | 618                      | 17,27      | 36               | 12206      | 12220        |
| Salles-Courbatiès          | 480                      | 13,35      | 36               | 12252      | 12260        |
| Sonnac                     | 517                      | 11,98      | 43               | 12272      | 12700        |
| Valzergues                 | 204                      | 6,49       | 31               | 12289      | 12220        |
| Kanton Lot et Montbazinois | 11.909                   | 239,15     | 50               | 1208       | –            |

## Politik
| Vertreter im Departementrat | Vertreter im Departementrat    | Vertreter im Departementrat |
| Amtszeit                    | Namen                          | Partei                      |
| --------------------------- | ------------------------------ | --------------------------- |
| 2015–                       | Bertrand Cavalerie Cathy Mouly | PS                          |